# S/2004 S17
S/2004 S17 is een natuurlijke satelliet van Saturnus. De maan werd ontdekt door Scott S. Sheppard, David C. Jewitt, Jan Kleyna en Brian G. Marsden. De maan is ongeveer 4 kilometer in diameter en draait om Saturnus met een gemiddelde afstand van 19,448 Gm in 1014,61 dagen.
Deze maan is niet meer gezien sinds de ontdekking in 2004 en wordt momenteel als verloren beschouwd.